# Гуардісталло
Гуардісталло, Ґуардісталло (італ. Guardistallo) — муніципалітет в Італії, у регіоні Тоскана, провінція Піза.
Гуардісталло розташоване на відстані близько 220 км на північний захід від Рима, 75 км на південний захід від Флоренції, 50 км на південний схід від Пізи.
Населення — 1259 осіб (2014).
Щорічний фестиваль відбувається 10 серпня. 

## Демографія
Населення за роками:

Станом на 1 січня 2023 року в муніципалітеті офіційно проживало 113 іноземців з 27 країн, серед них 46 громадян країн Євросоюзу та 4 громадяни України.

## Сусідні муніципалітети
- Біббона
- Казале-Мариттімо
- Чечина
- Монтекатіні-Валь-ді-Чечина
- Монтескудайо